# Josef Humpál
Josef Humpál (30. ledna 1918 Olomouc – 19. prosince 1984 Neuchâtel) byl český fotbalový útočník a trenér, který od roku 1946 působil ve Francii a Švýcarsku.

## Hráčská kariéra
Hrál za Baťu Zlín, FC Sochaux-Montbéliard, SO Montpellier, RC Strasbourg a AS Béziers. V domácí nejvyšší soutěži odehrál 140 utkání a dal 69 gólů. Ve francouzské nejvyšší soutěži měl bilanci 131/67, ve druhé lize pak 116/81.

### Prvoligová bilance
| Ročník              | Zápasy | Góly | Minuty | Klub                   |
| ------------------- | ------ | ---- | ------ | ---------------------- |
| I. liga 1938/39     | 15     | 12   | –      | SK Baťa Zlín           |
| I. liga 1939/40     | 22     | 11   | –      | SK Baťa Zlín           |
| I. liga 1940/41     | 20     | 10   | –      | SK Baťa Zlín           |
| I. liga 1941/42     | 20     | 5    | –      | SK Baťa Zlín           |
| I. liga 1942/43     | 21     | 10   | –      | SK Baťa Zlín           |
| I. liga 1943/44     | 26     | 21   | –      | SK Baťa Zlín           |
| I. liga 1945/46     | 8      | 0    | –      | SK Baťa Zlín           |
| II. liga 1946/47    | 41     | 45   | –      | FC Sochaux-Montbéliard |
| I. liga 1947/48     | 33     | 20   | –      | FC Sochaux-Montbéliard |
| I. liga 1948/49     | 33     | 26   | –      | FC Sochaux-Montbéliard |
| I. liga 1949/50     | 27     | 11   | –      | FC Sochaux-Montbéliard |
| I. liga 1950/51     | 26     | 9    | –      | FC Sochaux-Montbéliard |
| II. liga 1951/52    | 33     | 19   | –      | SO Montpellier         |
| II. liga 1952/53    | 32     | 16   | –      | RC Strasbourg          |
| I. liga 1953/54     | 9      | 0    | –      | RC Strasbourg          |
| I. liga 1954/55     | 3      | 1    | –      | RC Strasbourg          |
| II. liga 1955/56    | 6      | 1    | –      | AS Béziers             |
| II. liga 1956/57    | 4      | 0    | –      | AS Béziers             |
| CELKEM I. ČS. LIGA  | 130    | 69   | –      |                        |
| CELKEM I. FR. LIGA  | 131    | 67   | –      |                        |
| CELKEM II. FR. LIGA | 116    | 81   | –      |                        |

## Trenérská kariéra
Trénoval francouzské kluby SO Montpellier, RC Strasbourg a AS Béziers a švýcarské Cantonal Neuchatel FC, FC Xamax-Sports, FC Yverdon-Sports a FC Fribourg.